# Storkyrkoförsamlingens fri- och fattigskola
Storkyrkoförsamlingens fri- och fattigskola var en skola på Trädgårdsgränd 5 i Stockholm, som grundades av prästen Nils Erik Netzel. 
Skolan var öppen för både pojkar och flickor. Den tog emot barn som redan lärt sig grundläggande ABC, och deras familjer fick en riksdaler i månaden för att kunna hålla dem med skor och kläder. Skolan förvaltades av kyrkorådet i Nicolai församling, öppnade 1 oktober 1794 och stängdes 1823. Den var vid sitt öppnande den första fri- och fattigskolan i Stockholm. I början av 1800-talet öppnade fri- och fattigskolor även i stadens andra församlingar.